# 3622 Ilinsky
A 3622 Ilinsky (ideiglenes jelöléssel 1981 SX7) egy kisbolygó a Naprendszerben. Ljudmila Vasziljevna Zsuravljova fedezte fel 1981. szeptember 29-én.